# V505 Близнецов
V505 Близнецов (лат. V505 Geminorum) — двойная затменная переменная звезда типа W Большой Медведицы (EW) в созвездии Близнецов на расстоянии (вычисленном из значения параллакса) приблизительно 822 световых лет (около 252 парсек) от Солнца. Видимая звёздная величина звезды — от +12,56m до +12,05m. Орбитальный период — около 0,3529 суток (8,4692 часа).

## Характеристики
Первый компонент — жёлто-белая звезда спектрального класса F. Радиус — около 0,67 солнечного, светимость — около 0,582 солнечной. Эффективная температура — около 6172 К.
Второй компонент — жёлто-белая звезда спектрального класса F.